# 沖縄県立北部病院
沖縄県立北部病院（おきなわけんりつほくぶびょういん）は、沖縄県名護市にある県立の医療機関。6つある県立病院のひとつである。また、沖縄県災害拠点病院の指定を受けている。

## 沿革
- 1946年2月 - 米軍が一般住民に向けての傷病者医療施設として開設。
- 1952年4月1日 - 琉球政府立名護病院と改称。
- 1972年5月15日 - 本土復帰により沖縄県立名護病院と改称。
- 1991年12月1日 - 新病院への移転と伴い、現在の名称である沖縄県立北部病院となる。
- 2020年7月28日 - 北部地区医師会病院と統合することを基本合意書に署名した。県だけではなく、北部市町村が参加した事業組合創設する予定[1]。

## 診療科目
- 内科
- 精神科
- 神経内科
- 呼吸器内科
- 消化器内科
- 循環器内科
- 腎臓内科
- リウマチ科
- 小児科
- 小児腎臓内科
- 小児神経内科
- 小児循環器内科
- 新生児内科
- 外科
- 整形外科
- 形成外科
- 脳神経外科
- 皮膚科
- 泌尿器科
- 産婦人科
- 眼科
- 耳鼻咽喉科
- リハビリテーション科
- 放射線科
- 麻酔科
- 病理診断科
- 地域救命救急科

## 医療機関の指定等
- 保険医療機関
- 労災保険指定医療機関
- 指定自立支援医療機関（更生医療・育成医療・精神通院医療）
- 身体障害者福祉法指定医の配置されている医療機関
- 生活保護法指定医療機関
- 結核指定医療機関
- 指定養育医療機関
- 原子爆弾被害者医療指定医療機関
- 原子爆弾被害者一般疾病医療取扱医療機関
- 第二種感染症指定医療機関
- 公害医療機関
- 母体保護指定医の配置されている医療機関
- 災害拠点病院
- へき地医療拠点病院
- 臨床研修指定病院
- 特定疾患治療研究事業指定医療機関
- DPC対策病院
- 小児慢性特定疾患治療研究事業指定医療機関

## 附属診療所
- 伊平屋診療所（沖縄県島尻郡伊平屋村）
- 伊是名診療所（沖縄県島尻郡伊是名村）

## 交通アクセス
- 20番・120番・22番・77番・65番・66番・67番・70番・76番・72番・73番・78番バス（いずれも名護バスターミナル発着）で県立北部病院前バス停下車。